# ペントランド海峡
ペントランド海峡（ペントランドかいきょう、Pentland Firth）はイギリスのオークニー諸島とスコットランドの間の海峡。概ね東西方向に伸びる海峡で、その幅は狭いところで約10kmである。

## 概要
名称は古ノルド語の"Petlandsfjörð"（ピクト人の入り江）に由来している。
南岸のスコットランド側では、西のダネット・ヘッド（グレートブリテン島の最北端）から東のダンカンスビー・ヘッドまで続き、オークニー諸島側にはホイ島及びサウス・ロナルドセー島が位置する。海峡内にはストロマ島とスオナ島の二つの島があり、海峡東側にはペントランド島嶼がある。
また、スコットランド-オークニー諸島間のフェリーが海峡を横断する航路で運航されている。
海峡の潮流は極めて速く、大きなエネルギーポテンシャルを持つため、この海底に水中タービンを設置してヨーロッパ最大の海流発電所を建設する計画が進められている。2014年に建設を開始して、第一段階は2015年～2016年までに86MWの発電設備を設置し、第二段階として2020年までに400MWへ拡張する計画である。